# Elektronische kunst

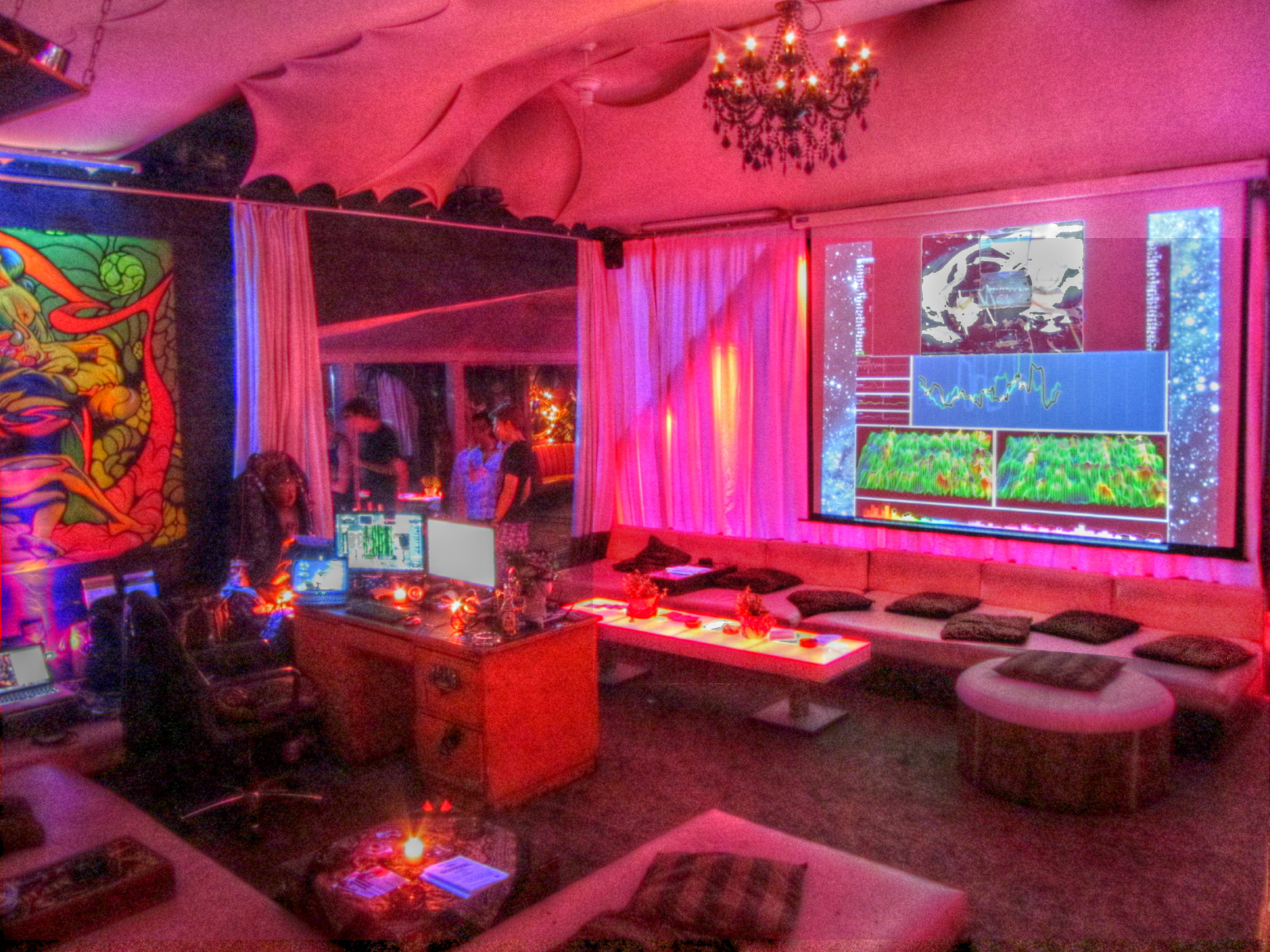
Electronische kunst in de kitkatclub berlijn 2014

Elektronische kunst is een kunstvorm die gebruikmaakt van elektronische media of, ruimer gezien, verwijst naar technologie en/of elektronische media. Het heeft betrekking tot informatiekunst, mediakunst, videokunst, digitale kunst, interactieve kunst, internetkunst en elektronische kunst. Het wordt beschouwd als een afscheiding van conceptuele kunst en systems art.

## Achtergrond
De term elektronische kunst is bijna, maar niet geheel, een synoniem van computerkunst en digitale kunst. De laatste twee termen en vooral de term digitale kunst worden meestal gebruikt voor visuele kunstwerken gemaakt door computers. Echter, elektronische kunst heeft een veel bredere connotatie, verwijzend naar kunstwerken die gelijk welk type van elektronische component gebruiken, zoals werken in muziek, dans, architectuur en performance. Het is een interdisciplinaire kunsttak waardoor artiesten vaak samenwerken met wetenschappers en ingenieurs wanneer ze hun werken maken. De kunsthistoricus van mediakunst, Edward A. Shanken is bezig met het vastleggen van hedendaagse experimentele kunst zowel als hedendaagse kunst uit het verleden met een focus op omarming tussen kunst, wetenschappen en technologie, net zoals in Frankrijk, door virtuele historici Frank Popper en Dominique Moulon.
Elektronische kunst is vaak, maar niet altijd, interactief. Artiesten maken gebruik van technologieën zoals het internet, computernetwerken, robotica, draagbare technologie, digitale schilderijen, draadloze technologie en virtuele werkelijkheid. Terwijl de technologieën die vroeger werken van elektronische kunst mogelijk maakten overbodig worden, heeft de elektronische kunst serieuze problemen rond de uitdaging om kunst te bewaren voorbij de tijd van zijn hedendaagse productie. Momenteel zijn er onderzoeksprojecten bezig om het behoud en de documentatie van de fragiele erfenis van elektronische kunst te behouden.

## Kunstfestivals die de term elektronische kunst in hun naam gebruiken
- International Symposium on Electronic Art (ISEA), wordt jaarlijks georganiseerd sinds 1988, internationaal en nomadisch;
- Ars Electronica Symposium, wordt elk jaar georganiseerd sinds 1979 door Ars Electronica in Linz, Oostenrijk;
- Dutch Electronic Art Festival (DEAF), wordt elk jaar georganiseerd sinds 1994 door V2 Institute for the Unstable Media in Rotterdam, Nederland.
- Electronic Language International Festival (FILE) wordt elk jaar georganiseerd sinds 2000 in São Paulo, Brazilië.
- De Prix Ars Electronica is een grote, jaarlijkse prijsuitreiking voor verscheidene takken uit de elektronische kunst.

## Kunstenaars
Beroemde kunstenaars die deze tak van de kunst hanteren:
- Laurie Anderson
- Roy Ascott
- Maurice Benayoun
- Angie Bonino
- Douglas Cooper
- Heiko Daxl
- Elizabeth Diller en Ricardo Scofidio
- David Em
- Ken Feingold
- Ingeborg Fülepp
- Peter Gabriel
- Pietro Grossi
- Perry Hoberman
- Jodi (internetartiesten)
- Eduardo Kac
- Knowbotic Research
- Liu Dao
- George Legrady
- Rafael Lozano-Hemmer
- Chico MacMurtrie
- Sergio Maltagliati
- Jennifer & Kevin McCoy
- Joseph Nechvatal
- Yves Netzhammer
- Graham Nicholls
- Melinda Rackham
- Ken Rinaldo
- David Rokeby
- Stefan Roloff en Martin Rev
- Don Ritter
- Lillian Schwartz
- Michael Snow
- Stelarc
- Survival Research Laboratories
- Gianni Toti
- Bill Vorn
- Norman White